# Guenerina
Guenerina är en sång skriven av Paul Paljett och Monica Forsberg och ursprungligen inspelad av Paul Paljett 1977 på albumet Mumbo Jumbo . Melodin låg på Svensktoppen i 11 veckor under perioden 17 april-10 juli 1977, varav sju veckor som etta.
Låten skickades in till Melodifestivalen 1977, men fick nobben .
1977 spelade musikern Nils Dacke in melodin på sitt album "Nils Dacke spelar partyorgel" .
1978 spelade Vikingarna in låten på sitt album Export, som släpptes för att marknadsföra bandet utanför Sverige, med text på engelska som Don't Cry in the Sunshine, skriven av Thomas Minor .
1992 förlades låten även till Matz Bladhs album Leende dansmusik 92, då Paul Paljett var bandets sångare .
1997 spelade Ronnix in låten på albumet Ronnix .
I Dansbandskampen 2008 framfördes låten av Jannez. En inspelning av Jannez version gavs ut på albumet Dansbandskampen 2-CD. Jannez tog även med låten på albumet med samma namn som denna låt 2009 .